# Chafūrin
Chafūrin (茶風林 Chafuurin) es un seiyū japonés nacido el 4 de diciembre de 1961 en la Prefectura de Saitama bajo el nombre Hirotaka Shimasawa (嶋澤 弘隆 Shimasawa Hirotaka). También es conocido como Furin Cha y Jafūrin (邪風林 Jafuurin).
Es reconocido por interpretar a personajes como Jūzō Megure en Detective Conan, Kuraudo Ōishi en Higurashi no Naku Koro ni y Bernard Monsha en Mobile Suit Gundam 0083: Stardust Memory, entre otros. Anteriormente, pertenecía a Kyuu Production. Actualmente, está afiliado a Office Osawa.

## Roles Interpretados

### Series de Anime
- 91 Days como Ottimo Orco
- Aa! Megami-sama como el Señor del Terror/Fenrir
- Angel Heart como el padre de Yume
- Argento Soma como Ernest Noguchi
- B't X como Chance (B't)
- Bakegyamon como Neido
- Babapapa Sekai o Mawaru como Barbapapa
- Basilisk: Ouka Ninpouchou como Houetsu Tsuta
- Battle Spirits: Shōnen Toppa Bashin como Michael Elliott/Number Two
- Battle Spirits Saikyō Ginga Ultimate Zero como Kaneari
- Berserk como Ubik
- Betterman como Shigeru Akamatsu
- Billy Inu nan de mo Shōkai como Dankichi Shimada/Dabu
- Biriken como Dankichi Shimada/Dabu
- Bleach como Grand Fisher
- Bono Bono como el padre de Shimarisu-kun
- Brigadooncomo el Primer Ministro Eisaku Sato
- Cazafantasmas Mikami como Yakuchin
- Chibi Maruko-chan como Hidejii
- Chibi Maruko-chan 2 como Hidejii, Kimio Nagazawa y el Narrador
- Coppelion como Mushanokōji
- Cowboy Bebop como Harrison
- Cyborg 009 The Cyborg Soldier como Chang Chang Ku/Cyborg 006
- Death Note como Hitoshi Demegawa
- Death Parade como Spinner
- Deltora Quest como Gelick
- Detective Conan como Jūzō Megure
- Dororonpa! como Monokan Daifukuji
- Dragon Ball GT como Zunama y el Dragón de 2 estrellas: Er Shin Ron
- Ehrgeiz como Tera Leader
- El Barón Rojo como el Doctor Freud y Hepock
- El Ceniciento como el Jefe de la Mafia y Song Taijin
- F-Zero como Don Genie
- Flint the Time Detective como Mait
- Gaiking: Legend of Daikū-maryū (2005) como Pairon
- Galaxy Angel como el Tte. Coronel Roger y Vendor
- Gaogaigar como Arm
- Garo: Honoo no Kokuin como Gael
- GeGeGe no Kitarō (2007) como Pi, el vampiro
- Gemelas Milagrosas como Fred
- Genma Taisen como Aa, Urusei Matsudaira y el Narrador
- Gintama como Takechi Henpeita
- Gintama' como Takechi Henpeita
- Gintama° como Takechi Henpeita
- Gregory Horror Show como Gregory
- Guin Saga como Kah
- Gulliver Boy como Guardy y Lee 10 Bai
- Gungrave como Bob Poundmax
- Guru Guru Town Hanamaru-kun como Yuuho-san
- Hakushaku to Yōsei como Tompkins
- Higurashi no Naku Koro ni como Kuraudo Ōishi
- Higurashi no Naku Koro ni Kai como Kuraudo Ōishi
- Hyakko como Taiga Nishizono
- Ike! Ina-chuu Takkyuubu como Kaoru Suematsu
- Ima, Sokoni Iru Boku como el Padre de Shu
- InuYasha como Nuushi y Paper Demon
- InuYasha Kanketsu-Hen como Big Tanuki
- Iron Leaguer como Bull Armor
- Jigoku Shōjo como Eguro
- Juusenshi Gulkeeva como Kazuma y Shinza
- Kaiketsu Zorori como Yougansu
- Kaitou Saint Tail como el Profesor Hyuuga
- Kasumin como George Kotsuyama
- Kaze no Naka no Shoujo Kinpatsu no Jeanie como Will
- Kekkaishi como Uro-sama
- Kobo-chan como Takeo Ōmori
- Kochira Katsushika-ku Kameari Kōen Mae Hashutsujo como Yoichi Terai
- Kuroshitsuji: Book of Circus como el Barón Kelvin
- La leyenda del Zorro como Adan
- La visión de Escaflowne como Mole Man
- Lost Universe como Roy Glen
- Magic Kaito 1412 como Jūzō Megure
- Mahoromatic: Algo más que maravilloso como Jils
- Mama wa Shougaku Yonensei como Ookawa-sensei
- Manmaru the Ninja Penguin como Mozui
- Minami no Shima no Chiisana Hikouki Birdy como Palmer
- Moero! Top Striker como Georgio
- Mugen Senki Portriss como Dual Rose
- Naruto como Fukuyokana
- NHK ni Yōkoso! como Sagawa Sukekiyo
- Nurarihyon no mago 2 como Minagoroshi Jizō
- Narutaru como el Tte. Watanabe
- One Piece como Saint Charlos
- Pokémon como Hayabusa
- Pretty Rhythm Aurora Dream como Santa-Sensei
- Pumpkin Scissors como Paulo
- Robby & Kerobby como Desdar
- Roleplay Densetsu Hepoi como Nodenkingu
- Rurouni Kenshin como Kurojō
- Shima Shima Tora no Shimajirou como el padre de Shimajirou
- Shin-chan  como Razaya Dan
- Shinshaku Sengoku Eiyū Densetsu - Sanada Jū Yūshi The Animation como Yoriyuki Sanjuro Yazawa
- Shōnen Ashibe como el Sr. Wang
- Shōwa Genroku Rakugo Shinjū como Bansai Tsuburaya
- Silent Möbius como Avalanche Wang y el padre de Rally
- Slayers Next como Tarimu
- Slayers Try como Almeis
- Sōten Kōro como Xin (Shin)
- Souten no Ken como Dong-Lai Wu
- Tales of the Abyss como Iemon
- Tantei Opera Milky Holmes como Hércules Poirot
- Tenkai Knights como Beag
- Texhnolyze como Yamura
- The Big O como Rene Rigetti
- The Gokusen como Aramaki
- The Brave Express Might Gaine como Zenji Canton
- The Brave of Gold Goldran como Kaneru
- Those Who Hunt Elves como Manbou Senchou
- ToHeart ~remember my memories~ como el padre de Tomoko
- Tottemo! Luckyman como Yonaoshi-man/Yocchan
- Trigun como Nagi
- Victory Gundam como Romero Marvall
- Wizard Barristers: Benmashi Cecil como Tobiro Kamakiri

### OVAs
- 16 Sospechosos como Jūzō Megure
- Adventure Kid como Kingan
- Aoyama Gōshō Tanpen-shū como el Director de la Academia y Wakabayashi Sensei
- Aoyama Gōshō Tanpen-shū 2 como el Jefe y Sanjūrō Tsurugi
- B.B. Fish como Kumaya
- Bleach: Memories in the Rain como Grand Fisher
- Chrono Trigger como Nuu
- Dirty Pair Flash como el Esposo de Tiananmen
- Higurashi no Naku Koro ni Kira como Kuraudo Ōishi
- Higurashi no Naku Koro ni Rei como Kuraudo Ōishi
- Legend of the Galactic Heroes como Harbarschdat
- Mikagura Tanteidan - Katsudōshashin como Sou Morimatsu
- Mobile Suit Gundam: The 08th MS Team como Hige
- Mobile Suit Gundam: The Origin como Jimba Ral
- Mobile Suit Gundam 0083: Stardust Memory como Bernard Monsha
- Shin Cutie Honey como Pochi
- Rurouni Kenshin: Shin Kyoto-Hen como Kurojō
- Shōwa Genroku Rakugo Shinjū: Yotarō Hōrō-hen como Bansai Tsuburaya
- Sohryuden: Legend of the Dragon Kings como Lu Dongbin
- Sonic the Hedgehog (OVA) como El viejo Búho
- Soreyuke! Uchû Senkan Yamamoto Yôhko II como Puchikin
- Space Pirate Captain Herlock The Endless Odyssey como Chief Engineer Maji
- The Legend of the Dog Warriors: The Hakkenden como Haichirou Kanamari
- Utsurun Desu como Kawauso
- Yamato 2520 como Jog
- Yamato Takeru como Ma Horoba
- Yoshimoto Muchikko Monogatari como Kamadoumasakata
- Zoku Zoku Mura no Obaketachi como Buta otoko y el Narrador

### ONAs
- Flag como Haruo
- Matsuri ga Ippai! como Takeo Ōmori

### Especiales
- Aki ga Ippai como Takeo Ōmori
- Fatal Fury 2: La Nueva Batalla como Cheng Sinzan
- Lupin III vs. Detective Conan como Jūzō Megure
- Shinshaku Sengoku Eiyū Densetsu - Sanada Jū Yūshi The Animation como Yazawa Tajimano-kami Yoriyuki
- Yakusoku no Magic D como Takeo Ōmori
- Yume Ippai!! como Takeo Ōmori

### Películas
- Berserk: La Edad de Oro II - La Batalla de Doldrey como Tormentor
- Berserk: La Edad de Oro III - El Advenimiento como Ubik y Tormentor
- Cazafantasmas Mikami como Yakuchin
- Coluboccoro como Manpuku
- Detective Conan: 15 minutos de silencio como Jūzō Megure
- Detective Conan: Cruce en la antigua capital como Jūzō Megure
- Detective Conan: Cuenta regresiva al cielo como Jūzō Megure
- Detective Conan: El barco perdido en el cielo como Jūzō Megure
- Detective Conan: El detective del mar lejano como Jūzō Megure
- Detective Conan: El fantasma de Baker Street como Jūzō Megure
- Detective Conan: El francotirador de otra dimensión como Jūzō Megure
- Detective Conan: El mago del cielo plateado como Jūzō Megure
- Detective Conan: El perseguidor negro como Jūzō Megure
- Detective Conan: El réquiem de los detectives como Jūzō Megure
- Detective Conan: El último mago como Jūzō Megure
- Detective Conan: El undécimo delantero como Jūzō Megure
- Detective Conan: Estrategia sobre las profundidades como Jūzō Megure
- Detective Conan: La bandera pirata en el vasto océano como Jūzō Megure
- Detective Conan: La decimocuarta víctima como Jūzō Megure
- Detective Conan: La partitura del miedo como Jūzō Megure
- Detective Conan: Testigo presencial como Jūzō Megure
- Doraemon: Animal Planet como el Pelícano
- Doraemon y la fábrica de juguetes como Tira
- Doraemon y los piratas de los Mares del Sur como Leviathan
- Fatal Fury: The Motion Picture como Cheng Sinzan
- Gintama: Shinyaku Benizakura-Hen como Takechi Henpeita
- Hōkago Midnighters como Bach
- Jungle Taitei (1997) como Jack
- Kaiketsu Zorori Mahō Tsukai no Deshi Dai-Kaizoku no Takara-sagashi como Kabankaba
- Kiken na futari! Super senshi wa nemurenai como el Chamán de Natade
- La visión de Escaflowne como Mole Man
- Lupin III vs. Detective Conan como Jūzō Megure
- Meitantei Conan: Tokei Jikake no Matenrō como Jūzō Megure
- Mobile Suit Gundam 0083: The Last Blitz of Zeon como Bernard Monsha
- Ribbon no Kishi como el Duque Duralumin
- Shin Chan: ¡Esto es una Animalada! como Razaya Dan
- Shin Chan: A ritmo de samba como Razaya Dan
- Shin Chan: Aventuras en Henderland como Razaya Dan
- Shin chan: La invasión como Razaya Dan
- Shin Chan Spa Wars: La guerra de los balnearios como Razaya Dan
- Shin Chan y La ambición de Karakaka como Rasaemon Dan
- Shin Chan y la Espada de Oro como Razaya Dan
- Slayers Return como Becker
- Super senshi gekiha!! Katsu no wa ore da como el Chamán de Natade
- The 08th MS Team: Miller's Report como Hige
- Tottoi como Greg
- Uchuu Senkan Yamato Fukkatsu-hen como Kōsaku Ōmura

### Videojuegos
- 2nd Super Robot Taisen Alpha como Bernard Monsha
- 3rd Super Robot Taisen Alpha to The End of the Galaxy como Bernard Monsha
- Asura's Wrath como Wyzen
- Baten Kaitos: Eternal Wings and the Lost Ocean como Geldoblame
- Baten Kaitos Origins como Geldoblame
- Berserk: Millennium Falcon Hen Seima Senki no Shō como Ubik
- Bokan Desu yo como Daikyojin y Ikemsu Weasel
- Brave Fencer Musashi como Ben
- Bravely Default como el Dr. Qada
- Crash Nitro Kart como Nitrous Oxide
- Dark Cloud 2 como Flotsam
- Drakengard 3 como Octa
- Eternal Sonata como Legato
- Eve Burst Error como Ko
- Eve Burst Error Plus como Ko
- Grandia 3 como Law Llim (La-Ilim)
- Harry Potter y el prisionero de Azkaban como Severus Snape
- Harry Potter y la cámara secreta como Severus Snape
- Harry Potter y la piedra filosofal como Severus Snape
- Hokuto no Ken 2 : Seikimatsu Kyūseishu Densetsu como Habu/Misumi
- Jak II como Krew y Grim
- Kid Klown no Crazy Chase 2 como el Rey del Planeta Klown
- Langrisser III como Bug Master Ragu, Silver Wolf, el Rey Wilder y Do-Kahni
- Lupin the 3rd: The Greatest Brain Battle in History como Birigettsu
- Maximo: Ghosts to Glory como el General
- Mebius Online como Pell Burrell
- Mobile Suit Gundam: Encounters in Space como Bernard Monsha
- Perfect Dark Zero como Carrington
- Shingeki no Bahamut como Revy
- Sly Raccoon como el Rey Panda
- Sonic Lost World como Zomom
- Stella Deus: The Gate of Eternity como Viper
- Summon Night Granthese: Sword of Ruin and the Knight's Promise como Wilhelm
- Super Robot Taisen Alpha como Bernard Monsha
- Super Robot Taisen Alpha Gaiden como Bernard Monsha
- Super Robot Wars Original Generation como Shura King Alkaid
- Tales of Symphonia: Dawn of the New World como Magner
- Tengai Makyou: The Fourth Apocalypse como Chief Bull
- Tenkai Knights: Brave Battle como Beag
- Trauma Center: New Blood como Guy Davidson

### Doblaje
- Beast Wars como Cicadacon
- Garfield y sus amigos como Garfield
- Glee como el Director Figgins
- Harry Potter y el cáliz de fuego como Peter Pettigrew
- Harry Potter y el prisionero de Azkaban como Peter Pettigrew
- Monsters, Inc. como George Sanderson
- Transformers como Bobby Bolivia
- Transformers Prime como el General Bryce

## Música
- Interpretó el segundo ending de la serie Bakegyamon: Odoru Bakegyamon Prayer Ondo. Lo hizo junto con Hozumi Goda, Mitsuki Saiga y Nanae Katō.[4]